# Lliga Regionalista
De Lliga Regionalista (Regionalistisch Verbond) was een Catalaanse conservatieve en monarchistische politieke partij. Ze werd in 1901 in Barcelona opgericht door de fusie van de Unió Regionalista met het Centre Nacional Català.
In 1922 splitste de catalanistische vleugel zich af en stichtte de Acció Catalana. Na de militaire staatsgreep van Miguel Primo de Rivera in september 1923 ging de Lliga, die eerst nog hoopte op samenwerking met de conservatieve militaire regering, noodgedwongen in de clandestiniteit. Met de val van de dictatuur in 1930 kwam de partij weer op de voorgrond. De verkiezingen van 12 april 1931 waren een verpletterende nederlaag voor de monarchisten en een plebisciet van de republikeinen (ERC). De partij, onder voorzitterschap van Ramon d'Abadal, veranderde van tactiek en bood aan de eerste president van de Catalaanse regering Francesc Macià i Llussà (ERC) parlementaire steun bij de goedkeuring van het autonomiestatuut van 1932.
In 1932, net voor de allereerste verkiezingen voor het nieuwe Catalaanse parlement, slorpte ze enkele kleinere partijen op, zoals de Dreta Liberal Republicana (republikeins en liberaal-rechts). In 1933 veranderde ze haar naam in Lliga Catalana. Na de Spaanse Burgeroorlog werden alle politieke partijen behalve de fascistische Falange verboden. Een deel van de leiding ging in ballingschap en een ander deel koos de kant van de franquistische militaire juntaregering.

## Enkele bekende figuren
- Bartomeu Robert i Ybarzábal (1842-1902), stichtend voorzitter
- Enric Prat de la Riba i Sarrà (1870-1917), eerste voorzitter van de Mancomunitat de Catalunya (1914-1925)
- Ramon d'Abadal (1862-1945), voorzitter van 1930 tot 1936
- Lluís Domènech i Montaner (1850-1923), architect
- Tomàs Carreras i Artau (1879-1954), kamerlid voor de provincie Girona